# نادي لاس روزاس
نادي لاس روزاس هو نادي كرة قدم في إسبانيا تأسس في 1966. يدربه راؤول هيرنانديز.

## وصلات خارجية
- الموقع الرسمي